# Ignaz Bloch
Ignaz Bloch (* 9. August 1878 in Tirschenreuth; † 23. März 1942 im Ghetto von Lodz) war ein deutscher Chemiker.

## Leben
Ignaz Bloch promovierte 1902 an der Königlich Bayerischen Technischen Hochschule München (der heutigen Technischen Universität München) bei Andreas Lipp. Er war mit seiner Frau Emmy verheiratet. 1911 betreute er als Assistent Emil Fischers in Berlin den Doktoranden Max Bergmann wissenschaftlich bei dessen Promotionsarbeit über Acyl(poly)sulfide.
1915 wurde der Sohn Herbert und 1918 die Tochter Lore geboren.
1930 übersiedelte die jüdische Familie Bloch nach Dessau, Kaiserplatz 16 (heute Friedensplatz 16), wo Bloch als Chemiker in der Zuckerfabrik Aken arbeiten konnte. Seine beiden verfolgten Kinder Herbert und Lore konnten 1937 bzw. 1935 nach Palästina emigrieren. Nach dem Tod seiner Frau Emmy 1936 hielt sich Bloch hauptsächlich in Berlin auf. Im November 1941 wurde er in das Ghetto von Lodz verschleppt, wo er am 23. März 1942 zu Tode kam.

## Erinnerungen
In Dessau am Friedensplatz 16, der ehemaligen Wohnadresse, wurde ein Stolperstein im Gedenken an Dr. Ignaz Bloch verlegt.